# Sacciolepis leptorrhachis
Sacciolepis leptorrhachis är en gräsart som beskrevs av Otto Stapf. Sacciolepis leptorrhachis ingår i släktet Sacciolepis och familjen gräs. Inga underarter finns listade i Catalogue of Life.